# Sylvia Telles
Sylvia Telles (Rio de Janeiro, 27 d'agost de 1934 - Maricá, 17 de desembre de 1966) va ser una cantant i compositora brasilera de samba i bossa nova de les dècades del 1950 i del 1960, considerada una de les principals artistes de bossa nova i MPB. La majoria dels seus enregistraments originals estan exhaurits, tot i que ocasionalment se'n publiquen recopilacions.
Segons un article publicat a O Globo i signat per João Máximo, «Sylvinha va ser una de les millors intèrprets de la música moderna brasilera, entesa com a tal des de Ponto final, amb Dick Farney, i Amargura, amb Lúcio Alves, fins a les cançons que Tom i Vinícius van fer després d'Orfeu da Conceição».

## Biografia
Sylvia era filla de Paulo Teles, nascut a São Paulo de pares gaúchos, i de Maria Amélia D'Atri, nascuda a París de pare italià i mare brasilera. El seu avi matern, Alessandro D'Atri, va ser editor de la prestigiosa revista Révue du Brésil, publicada en francès, castellà i italià a París a partir de 1896. Els seus pares tenien un negoci tèxtil.
El seu pare era un gran apreciador de la música clàssica i el seu germà gran, Mario Telles, que també era actiu en la música, més endavant va ser cantant, compositor i pintor.
Sylvia Telles va estudiar al Colégio Sacré-Cœur de Marie i somiava amb ser ballarina; per aquest motiu va fer classes amb Madeleine Rosay, que formava part del Corps de Ballet del Theatro Municipal. Però quan va fer un curs de teatre va descobrir que el seu talent era realment cantar. També estudiava piano i tocava la guitarra.

## Carrera professional
El 1954, Billy Blanco, un amic de la família, es va adonar del regal de Sylvinha, el seu sobrenom afectuós, i la va presentar als amics músics. En les trobades que van fer va poder conèixer els grans noms de la ràdio de l'època, com Aníbal Augusto Sardinha, o Garoto, que l'ajudaven a trobar feina a les discoteques a l'inici de la seva carrera professional.
L'any següent, l'humorista Colé la va convidar a participar en un musical, anomenat Gente bem e champanhota, presentat al Teatro Follies de Copacabana. En l'ocasió, el músic i advocat José Cândido de Mello Mattos, Candinho, va acompanyar Sylvinha en la cançó «Amendoim Torradinho», composta per Henrique Beltrão.
L'actuació de Sylvinha en aquest espectacle va despertar l'interès de la discogràfica Odeon, que la va contractar com a artista exclusiva. El juny de 1955 va gravar «Amendoim torradinho», tema que va cridar molt l'atenció a la ràdio i que la va portar a ser la cantant revelació de 1955.
El 1956, ella i Candinho, amb qui s'havia casat, van presentar el programa Música e romance de TV Rio, en el qual van rebre com a convidats Tom Jobim, Dolores Duran, Johnny Alf i Billy Blanco.
Encara l'any 1958, el lloc de trobada dels músics va passar a ser el pis on vivia Nara Leão, que llavors tenia quinze anys. Ronaldo Bôscoli, que assistia a les reunions, feia de productor musical del grup. Sylvia Telles, que ja era un nom conegut, va ser convidada llavors a participar en un espectacle al Grupo Universitário Hebraico, juntament amb Carlos Lyra i Roberto Menescal, entre d'altres. Va ser en aquest espectacle, Carlos Lyra, Sylvia Telles e os seus Bossa nova, on es va utilitzar per primera vegada l'expressió «bossa nova».
L'any 1964 va participar, juntament amb artistes com Carlos Lyra, Tom Jobim, Alaíde Costa i Os Cariocas, en l'espectacle O remédio é bossa, al Teatro Paramount. La cantant també va fer gires per altres països, com els Estats Units, Suïssa, França i la República Federal d'Alemanya.

## Vida personal
Va ser a casa de Billy Blanco on Telles, de 18 anys, va conèixer el seu primer xicot, el cantant i guitarrista João Gilberto, que era amic del seu germà Mario i cantant del grup Garotos da Lua; però la relació es va acabar perquè al seu pare no li agradava el noi, que considerava un aprofitat que vivia sense treballar i acollit en cases alienes.
L'any 1955, Sylvia i Candinho es van enamorar i van començar una relació romàntica. Després d'uns mesos de parella es van casar, i l'agost de 1957 van tenir la seva única filla, Cláudia Telles. Poc després, la parella es va separar.
El 1963, Telles es va casar per segona vegada amb el seu promès en aquell moment, el productor musical Aloysio de Oliveira; la parella va signar la separació el 1964.
El 1964, l'artista va patir un accident de cotxe mentre tornava d'un concert, quan es va adormir al volant, tot i que només va patir abrasions menors.
Amb 32 anys, el 17 de desembre de 1966, Sylvia Telles va patir el seu segon accident de trànsit, aquest cop a la carretera Amaral Peixoto, al terme municipal de Maricá. Estava amb el seu xicot Horacinho de Carvalho, fill de la socialite Lily de Carvalho Marinho, amb qui anava a passar un cap de setmana a la ciutat. Es dirigien a la granja d'Horacinho. Aquest viatge havia de ser un comiat temporal per a tots dos, ja que Telles tenia previst viatjar dilluns a Nova York per gravar un disc per a Kapp Records. Horacinho es va adormir al volant, i el cotxe fora de control va bolcar diverses vegades, morint tots dos com a conseqüència.

## Discografia
La seva discografia principal està formada pels següents àlbums:
- 1955: Amendoim torradinho (Henrique Beltrão) / Desejo (Garoto/José Vasconcelos/Luiz Cláudio) - 78 rpm - Odeon.[1]
- 1955: Menina (Carlos Lyra) / Foi a noite (Tom Jobim/Newton Mendonça) - 78 rpm - Odeon.[1]
- 1957: Carícia - LP/CD - Odeon.
- 1958: Silvia - LP/CD - Odeon.
- 1958: Luiz Bonfá i Silvia Telles - Tanto amor - EP - Odeon.
- 1959: Amor de gente moça - LP/CD - Odeon.[10]
- 1959: Canta para gente moça - EP - Odeon.
- 1960: Amor em Hi-Fi - LP/CD - Philips.
- 1961: U.S.A. - LP/CD - Philips.
- 1962: Bossa nova mesmo - Carlos Lyra, Laís, Lúcio Alves, Vinicius de Moraes i el grup Oscar Castro Neves - LP - Philips.[11]
- 1963: Bossa Balanço Balada - LP/CD - Elenco.
- 1964: Bossa session - Lúcio Alves i Roberto Menescal e o seu conjunto - LP/CD - Elenco.
- 1964: It Might As Well Be Spring - LP/CD - Elenco.
- 1964: The Face I Love - LP/CD - Knapp[10]
- 1965: The Music Of Mr. Jobim By Sylvia Telles - LP/CD - Elenco.
- 1965: Sylvia Telles Sings the Wonderful Songs of Antonio Carlos Jobim - LP/CD - Knapp[10]
- 1966: Reencontro - Edu Lobo, Tamba Trio i el Quinteto Villa-Lobos - LP/CD - Elenco.
- 1966: Folklore e Bossa Nova do Brasil - amb Edu Lobo, Rosinha de Valença i altres - LP/CD - Saba.